# Ideobisium peregrinum
Ideobisium peregrinum är en spindeldjursart som beskrevs av Chamberlin 1930. Ideobisium peregrinum ingår i släktet Ideobisium och familjen spinnklokrypare. Inga underarter finns listade i Catalogue of Life.